# Stephan Waser
Stephan Waser (10 de marzo de 1920-19 de junio de 1992) fue un deportista suizo que compitió en bobsleigh en las modalidades doble y cuádruple.
Participó en los Juegos Olímpicos de Oslo 1952, obteniendo dos medallas de bronce, en las pruebas doble y cuádruple. Ganó cuatro medallas en el Campeonato Mundial de Bobsleigh, en los años 1947 y 1950.

## Palmarés internacional
| Juegos Olímpicos   | Juegos Olímpicos           | Juegos Olímpicos  | Juegos Olímpicos |
| Año                | Lugar                      | Medalla           | Prueba           |
| ------------------ | -------------------------- | ----------------- | ---------------- |
| 1952               | Oslo (Noruega)             | Medalla de bronce | Doble            |
| 1952               | Oslo (Noruega)             | Medalla de bronce | Cuádruple        |
| Campeonato Mundial |                            |                   |                  |
| Año                | Lugar                      | Medalla           | Prueba           |
| 1947               | Sankt Moritz (Suiza)       | Medalla de oro    | Doble            |
| 1947               | Sankt Moritz (Suiza)       | Medalla de oro    | Cuádruple        |
| 1950               | Cortina d'Ampezzo (Italia) | Medalla de oro    | Doble            |
| 1950               | Cortina d'Ampezzo (Italia) | Medalla de plata  | Cuádruple        |